# ترس‌آباد

ترس‌آباد، روستایی است از توابع بخش قطور و در شهرستان خوی استان آذربایجان غربی ایران.

## جمعیت
این روستا در دهستان قطور قرار داشته و بر اساس سرشماری سال ۱۳۸۵ جمعیت آن ۵۳۹ نفر (۱۰۴ خانوار)
بوده‌است.

## مناب
1. کمیته تخصصی نام‌نگاری و یکسان‌سازی نام‌های جغرافیایی ایران[پیوند مرده]، سازمان نقشه‌برداری کشور
2. ↑  درگاه ملی آمار ایران